# Joseph-Juste Coquereau
Pour les articles homonymes, voir Coquereau.
Joseph-Juste Coquereau (° 15 mai 1768 Daon - † 29 juin 1795 Daon) est un chef chouan de la Mayenne.

## Biographie

### Une jeunesse hésitante

#### Origine
Fils de Louis Coquereau, marchand-fabricant de fil, et de Charlotte Marion, Joseph-Juste Coquereau naquit à Daon le 15 mai 1768. Il montra dès sa jeunesse un caractère violent, indiscipliné et versatile.

#### Armée
Il quitta le collège de Château-Gontier à 18 ans pour s'enrôler comme simple soldat à la suite des quelques folies de jeunesse. Délivré de son engagement par son père, il repartit pour Rochefort et prit du service dans la Marine, puis, au dernier moment, refusa de s'embarquer, et déserta à nouveau. Son père le tira encore d'affaire.

#### La Corse
Il quitta bientôt définitivement la maison paternelle pour aller avec le régiment de Maine faire la guerre des maquis en Corse. Les troupes étant toujours employées à la poursuite des troupes paolistes dans la montagne, il se familiarisa rapidement avec cette guerre de partisans dans laquelle il devait se montrer plus tard si entreprenant et si audacieux. En 1791, diverses émeutes se produisirent dans l'armée d'occupation. Un certain nombre de soldats furent renvoyés du régiment, notamment Coquereau. Grâce à de nouveaux sacrifices de son père, il obtint un congé en règle.

#### Mariage
Marié en 1791 à Marigné avec Mlle Renard, il commençait à mener une vie rangée de négociant en fil; il était devenu père d'un premier enfant. Mal vu des patriotes, parce qu'il n'avait pas fait bénir son mariage par un prêtre assermenté et royaliste, son humeur belliqueuse le poussa à reprendre les armes.

### Les chevauchées sanglantes en Anjou

#### L'armée vendéenne
Il est signalé les 27 et 29 juin 1793 avec sa bande à Sœurdres et Marigné ; avec quelques jeunes gens du pays, il rejoignit les divisions bretonnes des Vendéens au moment où ils venaient d'évacuer la ville d'Angers (4 juillet 1793).
Charles Melchior Artus de Bonchamps lui donna bientôt le grade de capitaine. Il passa la Loire avec l'armée vendéenne. Il les quitta alors un instant 
pour venir faire des recrues dans son pays. On l'envoya dans son canton natal recruter des jeunes gens avec lesquels il constitua rapidement une compagnie, commanda le secteur sud de Château-Gontier et en particulier la paroisse de Daon, il rallia l'armée à Laval, et fit avec eux la virée de Galerne. 
Au retour de Granville il tomba malade. Lorsque l'armée royale repassa par Laval, pour aller assiéger Angers au mois de décembre, malade, épuisé, il la quitta pour rentrer à Marigné. Plusieurs de ses camarades furent arrêtés et condamnés à mort à Angers, il réussit à se cacher dans les halliers, les broussailles de Marigné, le plus souvent dans le bois du Coudray. Il se remit lentement.

#### Le château de l'Escoublère
Cité dans un rapport républicain daté du 23 octobre 1793 comme l'un de ceux qui, après avoir été des premiers fondateurs des Guerres de Vendée, soulèvent les chouans (avec quelques lieutenants intrépides, comme François-Jacques Logerais dit Pimousse et ses deux frères), sa compagnie fut bientôt la terreur des Bleus. Le bois du Coudray à Marigné leur servait de lieu de ravitaillement, puis il établit son quartier général au château de l'Escoublère près de Daon.

#### Les méthodes de combat
Encore peu nombreux au commencement de 1794, ils multipliaient leurs attaques sur les postes voisins. À la tête de 12 hommes, Coquereau prend Chenillé, Sœurdres et Marigné ; il commande ensuite à 30 soldats en janvier 1794. En février, en compagnie des trois frères Logerais, de Pierre Joly dit Petit-Prince  et de Jean-René Guitter dit Saint-Martin il tente vainement de soulever Loigné et Quelaines, puis repasse à Marigné et Cherré. 
Le district de Château-Gontier croyait avoir affaire à une armée. « Dans la nuit du 27 au 28 ventôse (17 au 18 mars 1794), écrit-il au département, les communes de Daon, Azé, Fromentières, Ruillé, Froidfont, Villiers, Gennes, Grez et Coudray se sont levées pour poursuivre et arrêter Coquereau, chef de brigands. » 
La petite troupe se transportait avec une rapidité incroyable d'un poste à l'autre, les désarmant dès la première attaque. Dans le même jour, Coquereau visitait Loigné, Quelaines, le bourg des Anges, L'Hôtellerie-de-Flée, La Ferrière et Chambellay ; c'est une course de plus de 50 kilomètres. Puis, la troupe était licenciée en attendant une nouvelle expédition. 
Coquereau était le plus intrépide pour ces randonnées épiques jalonnées de hardis coups de main, mais sevré de l'ivresse des combats et du vin, dans l'inaction et surtout dans les revers, son courage défaillant avait besoin d'être relevé par le courage plus constant de ses compagnons. Il est réputé pour sa cruauté.

### Sa famille, otage des républicains
Pendant qu'il était allé s'aboucher à Saint-Quentin avec Ménard dit Sans-Peur, chef des royalistes de Segré, et avec M. de Scépeaux, sous les ordres duquel il se mit avec sa division, dans la région de Candé, les républicains se saisirent de son père, de sa mère et de sa femme, et les emmenèrent prisonniers à Château-Gontier. Son fils, âgé de 2 ans, n'échappa que par la présence d'esprit de la nourrice qui le cacha dans un buisson. À cette nouvelle, le 28 juin 1794, au point du jour, Coquereau occupe Daon avec sa troupe, et déclare aux habitants rassemblés que s'ils ne s'emploient pas à faire rendre la liberté aux siens, il reviendra mettre le feu aux quatre coins du bourg. Aux autorités d'Angers et de Château-Gontier, il écrit en même temps que le pays sera mis à feu et à sang si l'on ne relâche pas ses parents.
De fait, les attaques se multiplièrent. Les autorités de Château-Gontier, inquiétées par des alertes continuelles et craignant une attaque soudaine, transférèrent leurs otages des Ursulines à Saint-Jean. Coquereau se vengea sur la municipalité de Saint-Laurent, surprise en séance à la cure le dimanche 7 août 1794, et dont 8 membres furent fusillés; seuls 2 ou 3 vieillards furent sauvés par des femmes courageuses qui les couvrirent de leurs corps.

### La trahison de Coréri
Incapable de se soumettre à une autorité quelconque, il ne put s'entendre avec Monsieur Jacques qui était venu concerter avec lui une action commune, mais qu'il fut heureux quelques jours plus tard d'appeler à son secours à l'attaque de Cherré. Bientôt trompé par les rapports du traître Coréri, il en vint à soupçonner ses plus fidèles amis, continuant quand même à harceler les troupes de Château-Gontier et des cantonnements, et à affamer la ville. Ses succès furent nombreux et sanglants. 

### L'échec de la pacification de 1795
À l'époque de la pacification de 1795, Coquereau avait été circonvenu par l'intrigant Pierre Dezoteux de Cormatin; il fut des premiers à répondre aux avances de la Convention. Avant de se rendre aux conférences de Rennes, on le vit fraterniser avec les officiers républicains, les accompagnant de Craon à Château-Gontier, à Laval, à Sablé, à Angers et dans un grand nombre de districts pour y préparer la pacification. Le 11 mars 1795, il était à Laval, avec 16 de ses chouans, pèle-mêle avec les dragons, armés jusqu'aux dents, « leurs chapeaux entourés de rubans blancs, et des ganses de soie de couleur sur toutes les coutures de leurs vestes, faites en sans-culottes ». Le 15 mars 1795, il écrit au Comité de salut public une longue lettre pour donner l'idée des forces redoutables dont il disposait. Il y insère une phrase aussi injurieuse qu'injuste sur les frères Cottereau et leurs premiers compagnons, et termine en se disant prêt à crier : « Vive la paix ! vive la Convention nationale ! vive même la République ! ».
La confiance de Coquereau ne fut pas de longue durée. Deux des signataires de la Paix de la Mabilais avaient été tués dans les premiers jours de mai. Le 11 juin 1795, les catholiques de Saint-Denis-d'Anjou qui, confiants dans les promesses de pacification religieuse, faisaient la procession de la Fête-Dieu, furent massacrés. 
D'ailleurs les chouans du Maine n'avaient pas désarmé. Coquereau, qui avait écrit aux administrateurs de Château-Gontier, le 29 mai et le 16 juin, pour se plaindre des infractions au traité, reprit les hostilités et, apprenant la mort de plusieurs de ses hommes à Saint-Denis-d'Anjou, tenta même vainement un coup de main sur Château-Gontier. Puis, serré de près par les colonnes républicaines, il alla en Maine-et-Loire demander secours à M. de Scépeaux, laissant ses hommes au Château de l'Escoublère sous les ordres de Marin-Pierre Gaullier, avec ordre exprès de n'en pas sortir.

### La mort de Joseph-Juste Coquereau
Quand il revint avec son aide de camp, son fidèle Hongrois, et une petite escorte, le poste était évacué. Ivre et furieux, il se jette avec ses 4 ou 5 hommes sur un escadron de hussards qui arrivait par le chemin de Marigné, perd son Hongrois dont il veut venger la mort et, poursuivi lui-même par 3 hussards, est enfin sabré par l'un d'eux, nommé François. C'était le 29 juin 1795, à 9 h du matin ; Coquereau n'avait que 27 ans. 
Son uniforme fut porté en triomphe à Daon; on trouva sur lui son brevet de chef de division et son acte de baptême. Le général Lebley, qui l'avait accompagné dans ses parades militaires à Craon, Château-Gontier, Laval et Sablé, vint reconnaître son cadavre et annonça solennellement cette victoire à la Convention.

### La relève: Louis Coquereau

#### Origine
Né à Daon le 6 mai 1767, Louis-Charles-Paul Coquereau est frère aîné de Joseph-Juste Coquereau, tisserand à Daon. Il avait été élevé comme son frère au collège de Château-Gontier et, en 1791, avait fait partie de la Fédération.

#### Soldat républicain
Il fut volontaire au 1er bataillon de volontaires de la Mayenne. Il rentra chez lui après un an de service. Il fut compris en 1793 dans la levée de 300 000 hommes, chercha vainement à se faire remplacer et fut incorporé au régiment de Royal-Piémont. 
Soldat républicain de l'armée de Moreau en Allemagne, au commencement de 1795, il se trouvait aux environs de Mayence. À la pacification, son frère lui écrivit qu'il avait besoin de lui. Il hésitait à déserter, en songeant aux difficultés qu'il aurait à traverser toute la France sans se faire arrêter. Mais ayant appris par le récit des journaux la mort de son frère, il se décida à partir et, vers la fin du mois d'août, arriva à Daon sans incident. 

#### Chouannerie
Il rejoint les chouans en 1795 un mois après la mort de son frère. Il vainc à Querré avec 40 hommes le 18 septembre 1795. Fin 1795, Louis Coquereau est nommé par M. de Scépeaux, dans le bois de Souvigné près de Bouère et Saint-Denis-d'Anjou, commandant en second ou lieutenant de Marin-Pierre Gaullier dit Grand-Pierre, et sert particulièrement avec la compagnie de Daon. Il livre bataille le 17 mars 1796 à Morannes, puis les jours suivants à Châteauneuf-sur-Sarthe, participe aux combats de Saint-Brice et de Varennes-L'enfant à Épineux-le-Seguin. 
Il subit la pacification sans y adhérer, se retira à Daon où il fit nommer des candidats de son choix aux élections de l'an V, fut emprisonné le 21 novembre 1797 comme nourrissant des projets contre-révolutionnaires, puis se cacha.
Ayant repris les armes en août 1799, il fut, peut-être à titre éphémère, adjudant-général de la division de Bouère, puis colonel dans l'armée du comte de Châtillon en août 1799, où il fit effectivement campagne. 
Pendant les Cent-Jours, il donna avec Gaullier et Logerais le signal d'une nouvelle prise d'armes. La Restauration, à laquelle il demandait la confirmation du grade de colonel, lui donna la fonction modeste de percepteur à Daon, et le nomma, le 25 avril 1821, chevalier de la Légion d'honneur.
Veuf d'Agathe Dubois, il mourut à Daon âgé de plus de 98 ans le 20 octobre 1865. Leur fils Louis, vicaire à Bouère et à Bonchamp, était mort en 1854.

## Sources et bibliographie
- « Joseph-Juste Coquereau », dans Alphonse-Victor Angot et Ferdinand Gaugain, Dictionnaire historique, topographique et biographique de la Mayenne, Laval, A. Goupil, 1900-1910 [détail des éditions] (BNF 34106789, présentation en ligne)
- « Louis-Charles-Paul Coquereau », dans Alphonse-Victor Angot, Ferdinand Gaugain, Dictionnaire historique, topographique et biographique de la Mayenne, Goupil, 1900-1910
- Dictionnaire des Chouans de la Mayenne, d'Hubert La Marle, Éditions régionales de l'Ouest, Mayenne, 2005.